# هاروی ویل
هاروی ویل (انگلیسی: Harvey Vale؛ زادهٔ ۱۱ سپتامبر ۲۰۰۳) بازیکن فوتبال اهل انگلستان است.
وی همچنین در تیم‌های ملی فوتبال زیر ۱۶ سال انگلستان، زیر ۱۶ سال انگلستان، زیر ۱۷ سال انگلستان، و زیر ۱۹ سال انگلستان بازی کرده‌است.

## سال‌های ابتدایی فوتبال
ویل که در هایواردز هیث، ساسکس غربی به دنیا آمد، قبل از پیوستن به فولام، کار خود را در تیم محلی کروبورو اف سی آغاز کرد. ویل که در ابتدا یک مدافع چپ بود، در پست‌های زیادی در سطح جوانان بازی کرد، از جمله حتی پوشش دروازه‌بان مصدوم فولام هم بود، اما نهایتاً در پست هافبک تثبیت شد.